# Градоначальники Казани

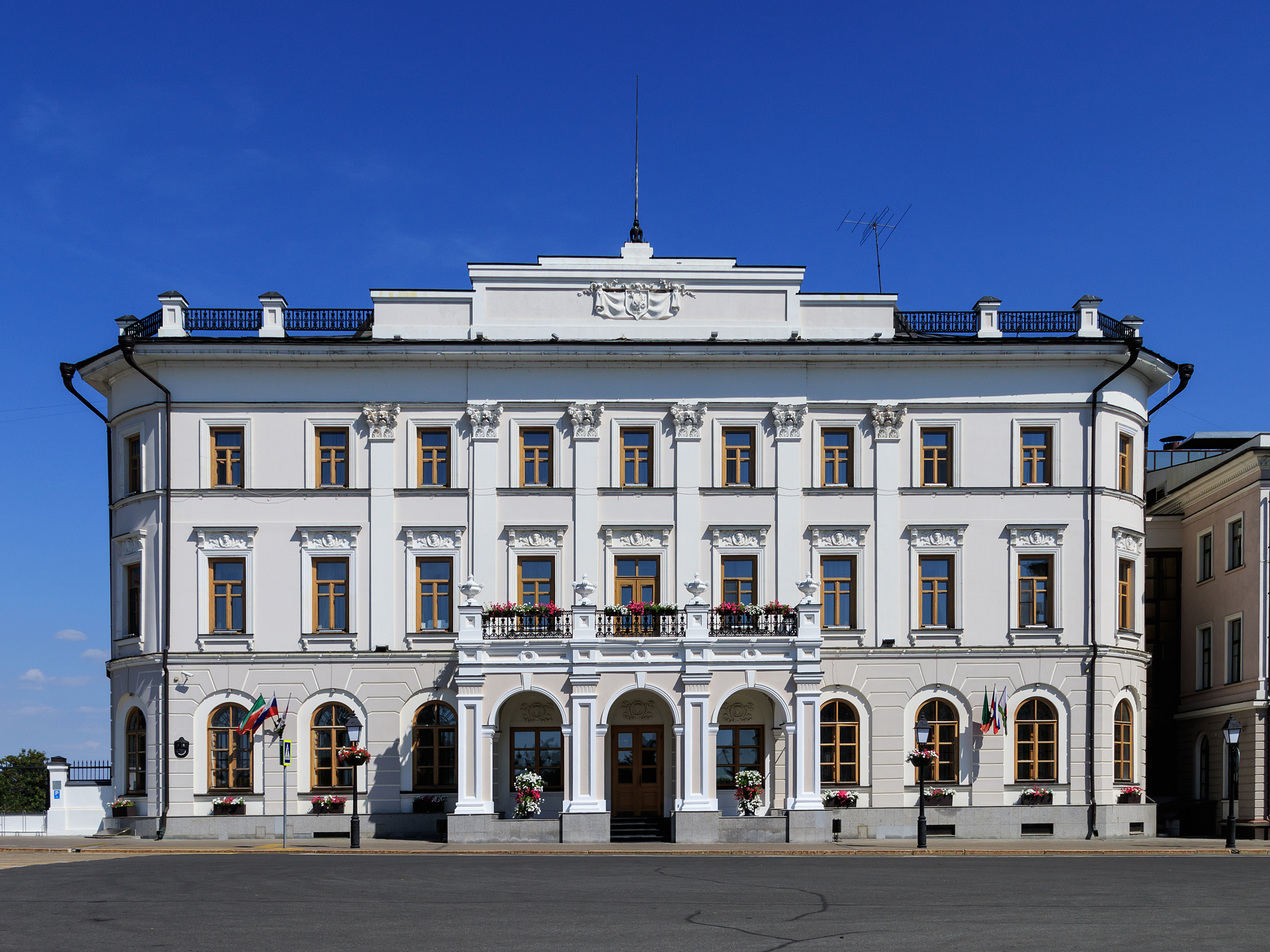
Мэрия Казани

Действующим главой города Казань является Ильсур Раисович Метшин.
Ниже представлен список людей, управлявших городом Казань:

## Русское царство
2 октября 1552 года — взятие Казани Иваном IV Васильевичем
- 1552 (6 октября) — 1553 Горбатый-Шуйский, Александр Борисович (? — 1564) — воевода
- 1553—1555 Глинский, Михаил Васильевич (? — 1559) — воевода
- 1553—1557 Шуйский, Пётр Иванович (? — 1564) — воевода
- 1555—1555 Чоботов Дмитрий Андреевич — воевода
- 1556 — 15?? Ромодановский, Фёдор Борисович (? — 1573) — воевода
- 1558—1559 Воротынский, Александр Иванович (? — 1564/1565) — воевода
- 1559—1562 Темкин-Ростовский Юрий Иванович — воевода
- 1562—1562 Темкин-Ростовский Григорий Иванович — воевода
- 1562—1565 Лыков-Оболенский Михаил Матвеевич (? — 1572) — воевода
- 1571 — 15?? Куракин Пётр Андреевич (? — 1575) — воевода
- 15?? — 15?? Воротынский, Михаил Иванович (1510—1573) — воевода
- 15?? — 1575 Куракин Пётр Андреевич (? — 1575) — воевода
- 1575—1582
- 1582 — 15?? Елецкий Иван Михайлович — воевода
- 1592—1598 Воротынский Иван Михайлович Младший (? — 8 января 1627 года) — князь, боярин и воевода[1]
- 1598—1600 Хворостинин, Фёдор Иванович (ум. 17 сентября 1608) — князь, боярин и воевода[2]
- 1600—1600 Щербатов, Меркурий Александрович (ум. после 1600) — князь и воевода[3]
- 1600 — ? Василий Яковлевич Кузьмин — воевода[4]
- 15?? — 1601 Кузьмин-Короваев Василий Михайлович — воевода
- 1601—160? Шпак Иван Иванович (? — 1607) — воевода
- 1605—1606 Кузьмин-Короваев Василий Михайлович — воевода
- 1606—1611 (7 марта) Бельский, Богдан Яковлевич (? — 7 марта 1611 года) — воевода
- 1611—1611 (июнь) Морозов Василий Петрович — воевода
- 1611 (июнь) — 1611 Шульгин Никифор — воевода
- 1611 (декабрь) — 1612 Биркин Иван Иванович — воевода
- 1613—1614 Ушатый, Юрий Петрович — князь и воевода[5]
- 1614—1615 Воротынский, Иван Михайлович (младший) (? — 8 января 1627 года) — князь, боярин и воевода[6]
- 1615—1617 Долгоруков, Владимир Тимофеевич (1569—1633) — князь, боярин и воевода[7]
- 1618—1619 Воротынский, Иван Михайлович (младший) (? — 8 января 1627 года) — князь, боярин и воевода[8]
- 1619—1620 Борис Андреевич Хилков — князь и воевода[9]
- 1620—1624 Лыков-Оболенский, Борис Михайлович (1576 — 2 июня 1646) — князь, боярин и воевода[10]. Одоевский, Иван Никитич Меньшой (? — 9 марта 1629 года) — князь, боярин и воевода[11]
- 1624—1626 Головин, Семён Васильевич (? — 10 января 1634 года) — боярин и воевода[12]
- 1626—1628 Морозов, Василий Петрович (ум. 1630) — боярин и воевода[13]
- 1632 Фёдор Левонтьевич Бутурлин — окольничий и воевода[14]
- 1632—1633 Долгоруков, Владимир Тимофеевич (1569—1633) — боярин и воевода[15]
- 1634 Годунов, Матвей Михайлович (ум. 1639) — боярин и воевод[16]
- 1640—1642 Одоевский, Никита Иванович (1605 — 12 февраля 1689 года) — воевода
- 1641 Голицын, Иван Андреевич (старший) (ум. 30 августа 1655) — князь, боярин и воевода[17]
- 1641—1643 Темкин-Ростовский, Михаил Михайлович (ум. 10 (20) октября 1661) — князь, стольник и воевода[18]
- 1643—1647 Пронский, Михаил Петрович (ум. 11 сентября 1654) — князь, стольник и воевода[19]
- 1649 Шереметев, Василий Петрович (ум. 1659) — боярин и воевода[20]
- 1650 Морозов, Глеб Иванович (ок. 1593 — 17 декабря 1662) — князь, боярин и воевода[21]
- 1653—1656 Иван Яковлевич — воевода

- 1660—166? Долгоруков Дмитрий Алексеевич (? — 7 ноября 1674 года) — воевода
- 1670—1673 Одоевский, Яков Никитич (? — 1697) — воевода
- 1673—1676 Ромодановский, Юрий Иванович (? — 1683) — воевода
- 1676—1677 Милославский, Иван Богданович (? — 1681) — воевода
- 1677—1678 Плещеев, Михаил Львович (? — 24 октября 1683 года) — воевода
- 1678 (август) — 1681 Черкасский, Михаил Алегукович (? — 30 ноября 1721 года) — воевода
- 1681—1681 Одоевский Никита Иванович (1605 — 12 февраля 1689 года) — воевода
- 1681—1681 Желябужский, Иван Афанасьевич (1638—1709) — воевода
- 1681—1683 Одоевский Яков Никитич (? — 1697) — воевода
- 168? — 1686 Голицын (Лоб) Иван Иванович (? — 1686) — воевода
- 1689—169? Барятинский, Даниил Афанасьевич (16?? — 1696) — воевода
- 1699—1705 Кудрявцев, Никита Алферович (? — 1728) — воевода

18 декабря 1708 года — Казань становится административным центром образованной при областной реформе Петра I Казанской губернии.

## Российская империя
- 1767—1769 Дряблов И. Ф. — городской голова
- 1769—1773 Поярков В. Т. — городской голова
- 1773—1774 Каменев Пётр Григорьевич (1740—1776) — городской голова

23 июля 1774 года — захват Казани войсками Е. Пугачёва.
24 июля 1774 года — город освобождён правительственными войсками И. И. Михельсона.
- 1774—1776 Каменев Пётр Григорьевич (1740—1776) — городской голова
- 1776—1782 Еникеев А. Б. — городской голова

30 сентября 1781 года — Казань становится административным центром Казанского наместничества.
- 1782—1784 Кобелев И. И. — городской голова
- 1785—1787 Богдановский П. И. — городской голова
- 1788—1790 Квасников Алексей Иванович — городской голова
- 1791—1793 Комаров Петр Иванович (1757—1806) — городской голова
- 1794—1796 Смирнов Петр Дементьевич (1741—1814) — городской голова

31 декабря 1796 года — Казань становится административным центром Казанской губернии.
- 1797—1799 Петров Осип Семёнович (1754—1818) — городской голова

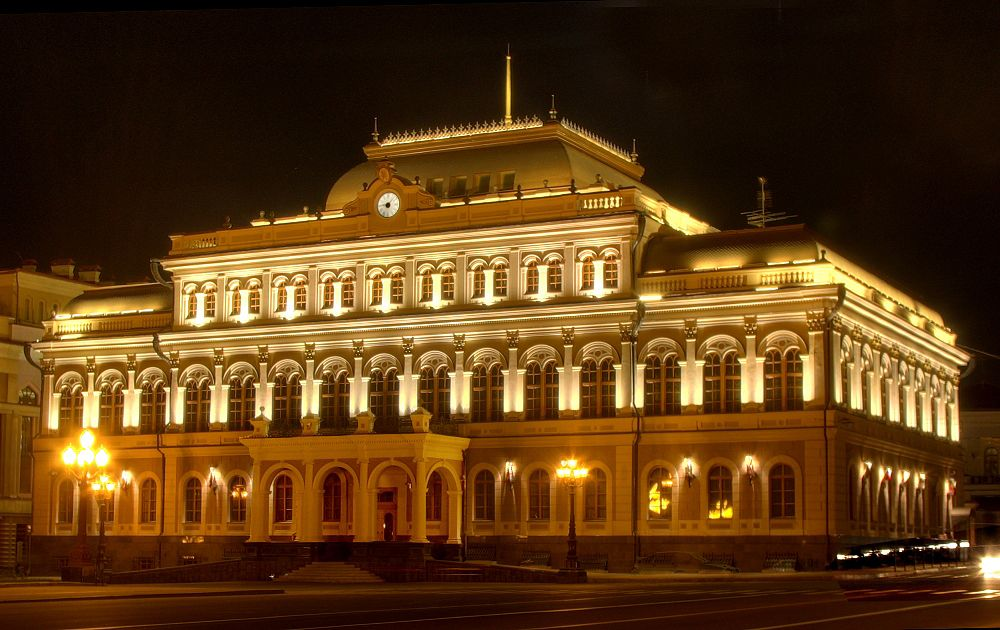
Казанская ратуша, построена в 1854 году

- 1809—1811 Крупеников, Леонтий Филиппович — городской голова
- 1839—1841 Крупеников, Александр Леонтьевич — городской голова

1870 год — Городская реформа в России.
- 1871—1881 Янишевский, Эраст Петрович (1829—1906) — городской голова
- 1889—1895 Дьяченко, Сергей Викторович (1846 — 7 января 1907 года) — городской голова

- 189? — 189? Перцов Пётр Петрович — уездный предводитель дворянства

- 1899—1903 Лебедев Александр Александрович — городской голова
- 1903—1905 Николаи Рудольф Фёдорович — городской голова
- 1905—1910 Попрядухин Александр Павлович — городской голова
- 1910 (апрель) — 1917 Бекетов Сергей Андреевич — городской голова

## Российская СФСР
20 января 1918 года — роспуск городской думы
- 1917 (ноябрь) — 1918 (июль) Шейнкман, Яков Семёнович (22 декабря 1890 года — 8 августа 1918 года) — председатель Городского совета

- 1918 (апрель) — 1918 (июнь) Межлаук, Иван Иванович (30 сентября 1891 года — 26 апреля 1938 года) — секретарь городского комитета РКП(б).

7 августа 1918 года — захват Казани Народной армией КОМУЧа и Чехословацким корпусом
10 сентября 1918 года — занятие Казани Рабоче-Крестьянской Красной армией.
- 1919 (апрель) — 191? Израилович А. И. — председатель гражданского революционного комитета

25 июня 1919 года — мятеж в городе
27 мая 1920 года — Казань становится столицей Татарской АССР (образованной 25 июня 1920 года).

### Председатели горисполкома (1920—1922)
- 1920 (10 июня) — 1920 (30 ноября) Ходоровский Иосиф Исаевич (1885—7.05.1938) — председатель городского исполнительного комитета
- 1920 (30 ноября) — 1921 (29 ноября) Канатчиков Семен Иванович (1(13).04.1879 — 19.10.1940) — председатель городского исполнительного комитета
- 1921 (29 ноября) — 1922 (5 июня) Галактионов Алексей Петрович (1.03.1888-5.06.1922) — председатель городского исполнительного комитета
- 1922 (5 июня) — 1922 (октябрь) Галактионов Алексей Петрович — председатель городского исполнительного комитета

### Председатели президиумагорсовета(1922—1939)
- 1922 (октябрь) — 1922 (5 декабря) Галактионов, Алексей Петрович — председатель президиума городского Совета
- 1922 (5 декабря) — 1923 (ноябрь) Ендаков, Михаил Елизарович (1886 — 19??) — председатель президиума городского Совета
- 1923 (28 декабря) — 1924 (9 декабря) Ратехин, Константин Алексеевич (1893 — 19??) — председатель президиума городского Совета
- 1924 (9 декабря) — 1926 Лазарев, Василий Никифорович (1893 — 19??) — председатель президиума городского Совета
- 1926 (5 марта) — 1927 (октябрь) Терский, Андрей Алексеевич (1892 — 19??) — председатель президиума городского Совета
- 1927 (21 октября) — 1929 Ефремов, Яков Дмитриевич (1896 — 19??) — председатель президиума городского Совета
- 1929—1931 Романов, Николай Александрович (1894 — 19??) — председатель президиума городского Совета
- 1931—1932 Иоффе, Соломон Шевелович (1895 — 19??) — председатель президиума городского Совета
- 1932—1934 Штукатер, Вениамин Львович (1905 — 19??) — председатель президиума городского Совета
- 1934 (20 октября) — 1935 (октябрь) Нургалеев, Барей Нургалеевич (1900 — 19??) — председатель президиума городского Совета
- 1935 (29 октября) — 1937 (27 апреля) Аксёнов, Павел Васильевич (1899—1991) — председатель президиума городского Совета
- 1937 (27 апреля) — 1937 (июль) Фомичев, Василий Александрович (1900-9.05.1938) — председатель президиума городского Совета
- 1937 (август) — 1938 (20 марта) Кузьмин, Михаил Андреевич (1900 — 19??) — председатель президиума городского Совета
- 1938 (20 марта) — 1938 Анитуллин, Салигжан Усманович (1902 — 19??) — председатель президиума городского Совета
- 1939 (январь) — 1939 (30 декабря) Мурин, Гавриил Иванович (2 февраля 1903 года — 19??) — и. о. председателя президиума городского Совета

### Председателигорисполкома(1939—1991)
- 1939 (30 декабря) — 1942 (8 января) Мурин, Гавриил Иванович — председатель городского исполнительного комитета
- 1942 (8 января) — 1942 (13 июля) Тинчурин, Закир Валеевич (1895 — 19??) — председатель городского исполнительного комитета
- 1943 (13 июля) — 1944 (5 июня) Тышкевич, Дмитрий Михайлович (1911 — 19??) — председатель городского исполнительного комитета
- 1944 (5 июня) — 1946 (2 августа) Якушев, Алексей Петрович (1908-?) — председатель городского исполнительного комитета
- 1946 (2 августа) — 1947 (7 августа) Тихонов, Григорий Порфирьевич (1899-?) — председатель городского исполнительного комитета
- 1947 (август) — 1952 (июнь) — Головин, Владимир Порфирьевич (1909-?) — председатель городского исполнительного комитета
- 1953—1955 Мулюков, Бадрутдин Зиатдинович (1908-) — председатель городского исполнительного комитета
- 1955 (17 марта) — 1955 (август) Сластников, Всеволод Степанович (1915—1972) — председатель городского исполнительного комитета
- 1957—1965 (февраль) Тунаков, Павел Дмитриевич (1907—1984) — председатель городского исполнительного комитета
- 1965 (20 марта) — 1985 (январь) Бондаренко, Александр Иванович (9.09.1922-20.08.1997) — председатель городского исполнительного комитета
- 1985 (12 января) — 1989 (14 февраля) Идиатуллин Рево Рамазанович (род. 2 октября 1938 года) — председатель городского исполнительного комитета
- 1989 (14 февраля) — 1991 (декабрь) Исхаков, Камиль Шамильевич (род. 8 февраля 1949 года) — председатель городского исполнительного комитета

### Первые секретаригоркома компартии(1932—1991)
- 1932 (январь) — 1934 (август) Казарновский, Абрам Савельевич — Первый Секретарь городского комитета ВКП(б)
- 1934 (сентябрь) — 1937 (февраль) Баскин, Вениамин Абрамович — Первый Секретарь городского комитета ВКП(б)
- 1937 (февраль) — 1937 (июль) Лепа, Альфред Карлович (24.07(5.08).1896-9.05.1938) — Первый Секретарь городского комитета ВКП(б)
- 1937 (август) — 1942 (9 марта) Алемасов, Александр Михайлович (1902-.12.1972) — Первый Секретарь городского комитета ВКП(б)
- 1942 (март) — 1943 (июль) Колыбанов, Анатолий Георгиевич (1904—1978) — Первый Секретарь городского комитета ВКП(б)
- 1943 (8 июля) — 1944 (август) Никитин, Владимир Дмитриевич (19.06.1907 — 17.04.1959) — Первый Секретарь городского комитета ВКП(б)
- 1944 (август) — 1950 (ноябрь) Муратов, Зиннат Ибятович (27.12.1905-31.05.1988) — Первый Секретарь городского комитета ВКП(б)
- 1950 (ноябрь) — 1957 (август) Мосалов, Николай Иванович — Первый Секретарь городского комитета ВКП(б)(КПСС)
- 1957 (август) — 1959 (июль) Сластников, Всеволод Степанович (1915—1972) — Первый Секретарь городского комитета КПСС
- 1959 (июль) — 1961 (май) Козлов, Илья Иванович — Первый Секретарь городского комитета КПСС
- 1961 (май) — 1979 (октябрь) Мусин, Рашид Мусинович (12.11.1927-2.10.1982) — Первый Секретарь городского комитета КПСС
- 1979 (ноябрь) — 1983 (сентябрь) Рамеев, Марс Камилович — Первый Секретарь городского комитета КПСС
- 1983 (декабрь) — 1987 (январь) Сухов, Михаил Михайлович — Первый Секретарь городского комитета КПСС
- 1987 (январь) — 1988 (декабрь) Быстров, Геннадий Алексеевич — Первый Секретарь городского комитета КПСС
- 1989 (январь) — 1991 (март) Зерцалов, Геннадий Иванович (род. 26.05.1940) — Первый Секретарь городского комитета партии
- 1991 (март) — 1991 (август) Саламашкин, Владимир Александрович (род. 19.09.1938) — Первый Секретарь городского комитета КПСС

30 августа 1990 года — Казань становится столицей провозглашённой Татарской ССР — Республики Татарстан.

## Российская Федерация
7 февраля 1992 года — Казань является столицей Республики Татарстан.
- 1991—1993 Гумеров Рафик Хафизович (род. 13 июля 1954 года) — председатель городского Совета
- 1991 (декабрь) — 1993 Исхаков, Камиль Шамильевич (род. 8 февраля 1949 года) — глава администрации
- 1993—2005 (14 ноября) Исхаков Камиль Шамильевич — председатель городского Совета народных депутатов, глава администрации, глава муниципального образования города Казани

2005 — выборы в Городской Совет
- 2005 (17 ноября) — 2005 (31 декабря) Метшин, Ильсур Раисович (род. 24 апреля 1969 года) — глава администрации

### Мэр Казани
17 декабря 2005 года решением Представительного органа муниципального образования города Казани был принят Устав муниципального образования города Казани, учреждена должность мэра города.

1. Глава муниципального образования города Казани является высшим должностным лицом города Казани и наделяется Уставом города Казани собственными полномочиями по решению вопросов местного значения. Глава муниципального образования города Казани имеет официальное наименование — Мэр города Казани.
 
2. Мэр города Казани является гарантом самостоятельности местного самоуправления города Казани, согласованности и законности действий органов и должностных лиц местного самоуправления города Казани, их ответственности перед жителями города Казани. Как высшее должностное лицо муниципального образования Мэр города Казани организует и координирует деятельность органов местного самоуправления города Казани, дает органам и должностным лицам местного самоуправления поручения в соответствии с их компетенцией, контролирует их исполнение, дает разъяснения и рекомендации, вносит в соответствующие органы местного самоуправления предложения о совершенствовании их деятельности, о принятии, изменении или отмене правовых актов, осуществляет иные действия, обусловленные его статусом.— Устав города Казани
Поначалу предполагалось, что мэр Казани будет избираться горожанами, но в марте 2010 года в устав Казани были внесены изменения о том, что мэр будет избираться Городским Советом.
С 1 января 2006 года мэром Казани является Ильсур Раисович Метшин

### Руководители исполнительного комитета города Казани
- Марат Загидуллов (20 апреля 2006 — декабрь 2006) — председатель исполкома
- Рафис Бурганов (17 января 2007 — 2010) — председатель исполкома
- Алексей Песошин (2010 — январь 2014) — руководитель исполкома
- Денис Калинкин[тат.] (январь 2014 — 2020) — руководитель исполкома[26]
- Рустем Гафаров (с 21 октября 2020) — руководитель исполкома